# Eugène Réveillaud
Eugène Réveillaud, né le 30 janvier 1851 à Saint-Coutant-le-Grand (Charente-Maritime) et mort le 28 novembre 1935 à Versailles, est un journaliste, avocat et homme politique français.

## Biographie
Issu d'une famille d'instituteurs, il fait ses études secondaires durant quelque temps à l'Institution diocésaine de Pons, à l'instigation de sa mère catholique, puis au lycée Charlemagne à Paris, de 1864 à 1870. Il commence ensuite une carrière de journaliste et écrit dans des journaux républicains puis, ayant obtenu sa licence en droit à la faculté de droit de Paris, il s’inscrit au barreau de Troyes.
Eugène Réveillaud s’éloigne progressivement du catholicisme et devient un républicain anticlérical convaincu. Il est initié à la Franc-maçonnerie à Troyes. Il se rapproche  ensuite du protestantisme évangélique auquel il se convertit en 1878 ; à cette date, il publie un ouvrage, La question religieuse et la solution protestante, dans lequel il expose sa conception des relations entre l’État et l’Église. 
Très impliqué dans l’évangélisation protestante, il fonde, en 1884, une œuvre destinée à aider des prêtres convertis au protestantisme. Il participe également à la fondation de la Société Coligny afin de financer l’installation en Algérie de paysans protestants émigrés de la vallée de Freissinières (Hautes-Alpes) qu'il accompagne d'ailleurs lui-même lorsqu'ils partent prendre possession des lots de colonisation qui leur ont été vendus par le Gouvernement général de l'Algérie dans le village nouvellement créé de Guiard (Aïn Tolba).
Enfin, député radical de Saint-Jean-d'Angély (Charente-Inférieure) de 1902 à 1912 puis sénateur, de 1912 à 1921, il prend une part active aux débats préalables à la loi de séparation des Églises et de l'État en 1905,.
Il meurt le 28 novembre 1935 à Versailles.
Il est le père de Jean Réveillaud.

## Œuvres
Eugène Réveillaud est aussi l'auteur d’articles publiés dans la revue protestante Signal et d’ouvrages historiques ou politiques :
- Manuel du citoyen – Librairie Fischbacher.
- La question religieuse et la solution protestante – Librairie Fischbacher.
- La bonne guerre, ou comment triompher du cléricalisme – Librairie Fischbacher.
- Georges Théophile Dodds, un missionnaire écossais en France – Librairie Fischbacher.
- Une excursion au Sahara algérien et tunisien – Librairie Fischbacher.
- Histoire du Canada – Librairie Fischbacher.
- Histoire chronologique de la Nouvelle-France ou Canada – Librairie Fischbacher.
- Histoire de la ville, commune et sénéchaussée de Saint-Jean-d'Angely - (Facsimilé-1909)
- Poèmes messianiques - Berger-Levrault (1925)
- Poèmes prophétiques - Berger-Levrault (1925)
- Poèmes patriotiques - Berger-Levrault (1928)
- L'établissement d'une colonie de vaudois français en Algérie - Librairie Fischbacher
- La vie et l'œuvre de Robert W. Mac All, Paris, Fischbacher, 1898